# Долсот

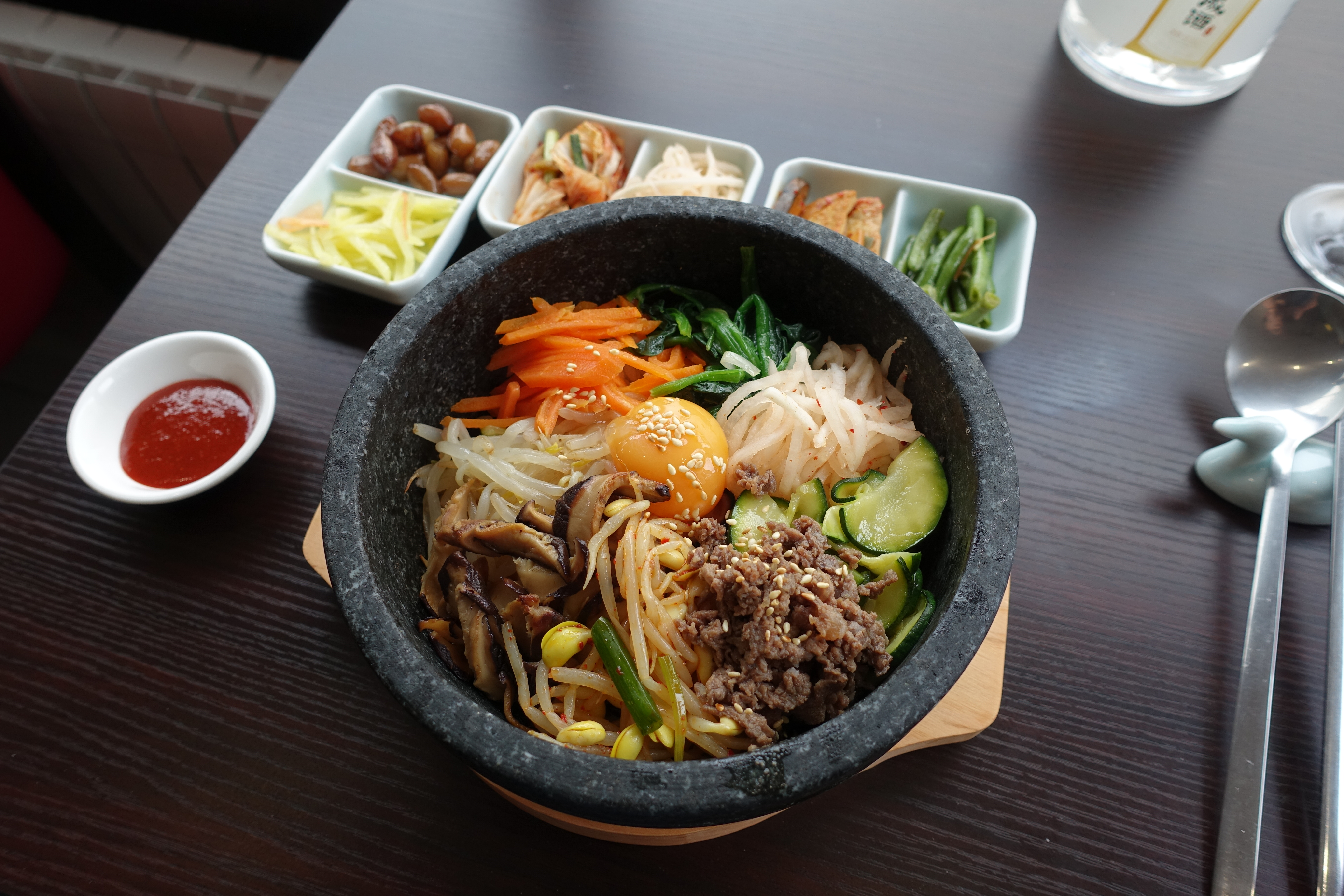
Бібімбап у долсоті

Долсот (кор. 돌솥, кам'яний горщик) або Гопдолсот — це корейська посудина з агальматоліту, придатна для декількох порцій бапу або бібімбапу. У долсоті можна подавати та готувати різні страви з корейської кухні, наприклад: Гульбап (рис з устрицями) та бібімбап (Рис з намулом). Особливістю долсоту є те, що він не остигає після зняття з плити і рис продовжує готуватися навіть при початку їди.
Під час готування, на дні долсоту утворюється тонкий шар паленого рису, який можна додати до бібімбапу, з'їсти так, чи зробити з нього суннюн. У другому випадку, для цього долсот заливають кунжутовою олією для полегшення процесу зішкрібання. Щоби приготувати суннюн, необхідно неспалену частину рису перекласти в іншу посудину, а в долсот заливають гарячу воду або чай, коли він ще гарячий.

## Галерея

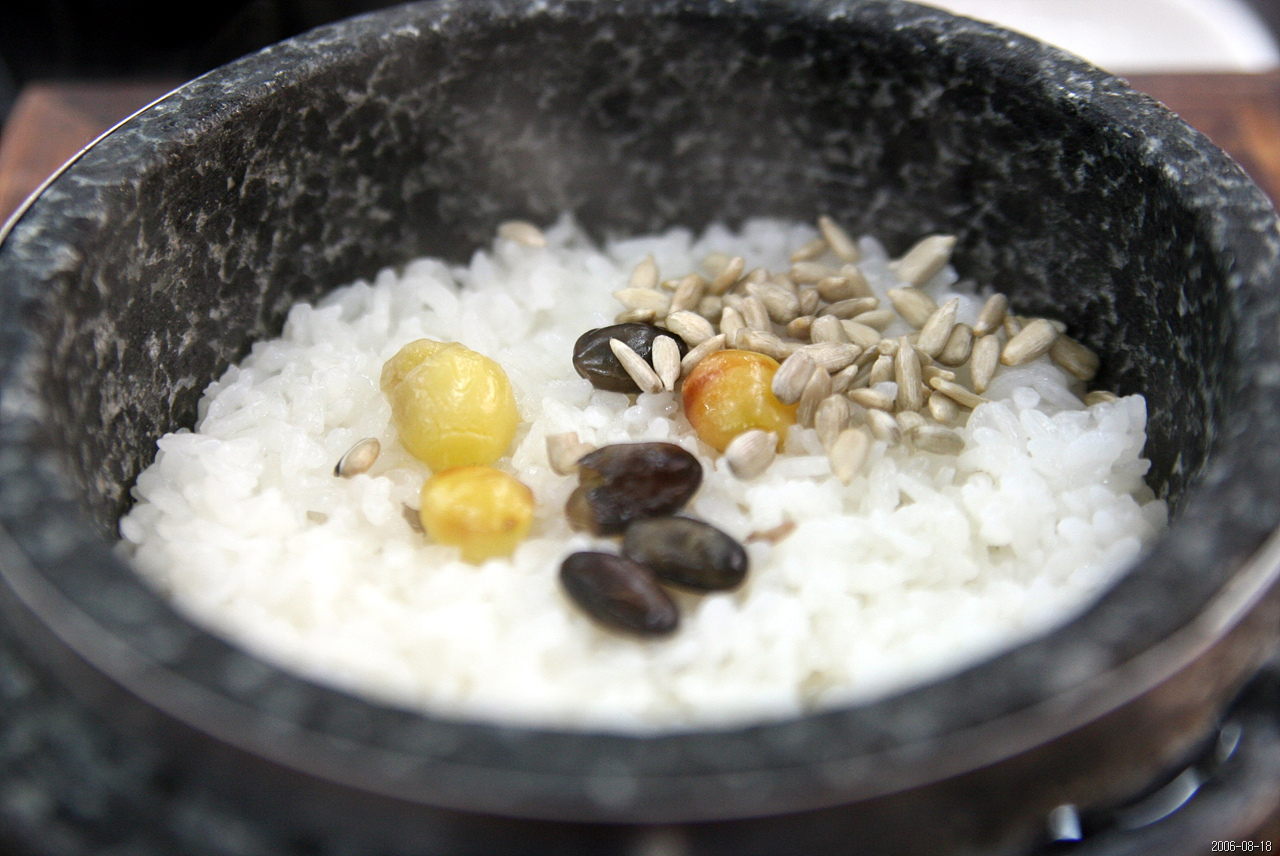
Бап у долсоті

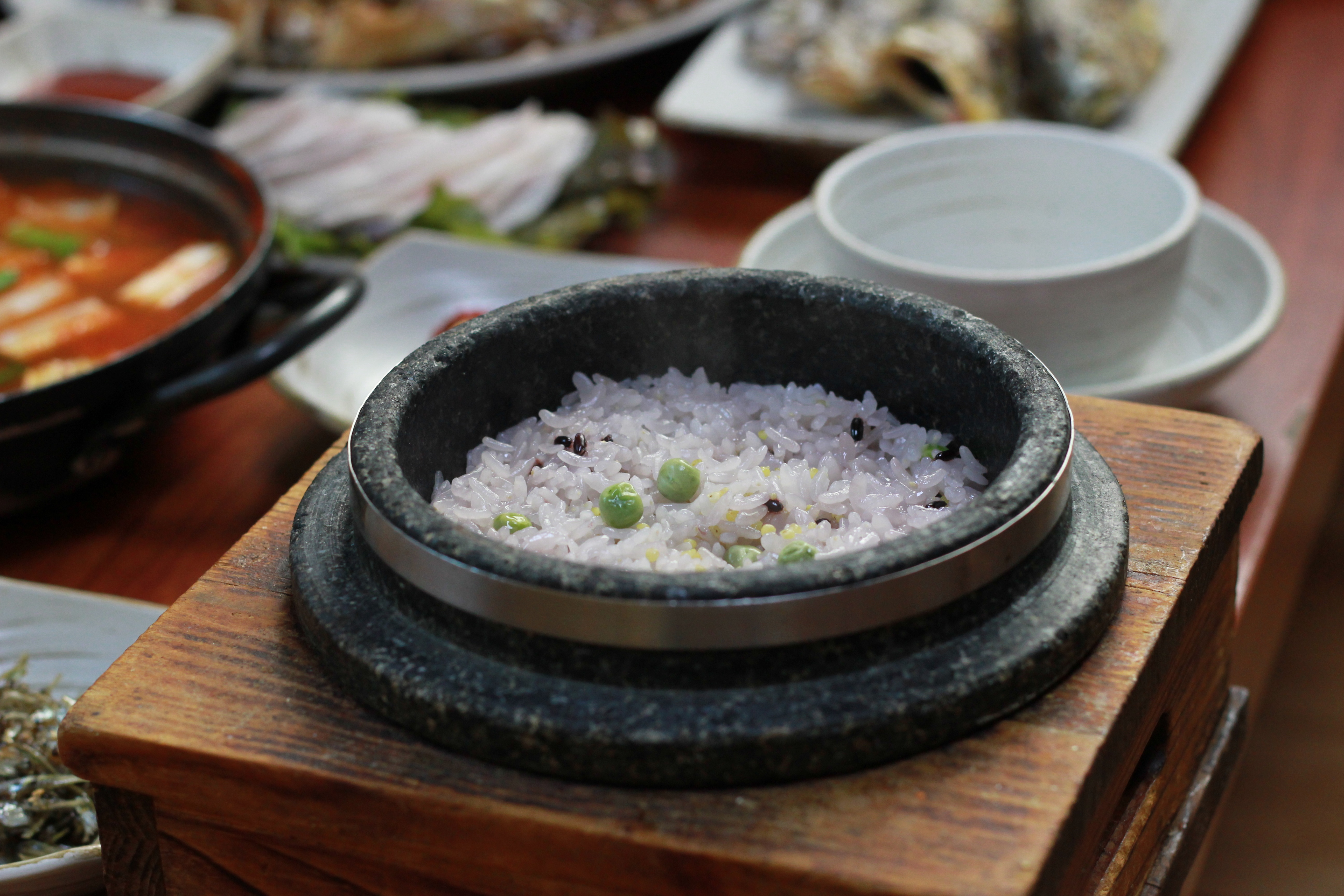
Долсот на дерев'яному контейнері, щоб запобігти травмам, спричиненим теплом